# نادي مسقط
نادي مسقط هو نادي كرة قدم من مسقط، سلطنة عمان. تأسس النادي في خريف عام 2004 بعد دمج ناديين هما نادي روي ونادي البستان. ويرأس الفريق الشيخ خالد بن سعيد الوهيبي. فاز نادي روي بالدوري العماني ثلاث مرات .

## بطولات الفريق
- الدوري العماني (كنادي روي): 1977/1978، 2002/2003 ، كـنادي مسقطـ 2005/2006
- كأس السلطان قابوس (كنادي روي): 2003
- كأس النخبة العماني: 2003/2004، 2004/2005

## مشاركاته في بطولات الاتحاد الآسيوي
- كأس الاتحاد الآسيوي : مشاركة واحدة
  - 2007 : دور المجموعات

| الفريق      | النقاط | لعب | فوز | تعادل | خسارة | له | عليه | الفارق |
| ----------- | ------ | --- | --- | ----- | ----- | -- | ---- | ------ |
| النجمة      | 15     | 6   | 5   | 0     | 1     | 8  | 5    | 3      |
| شباب الأردن | 13     | 6   | 4   | 1     | 1     | 8  | 3    | 5      |
| مسقط        | 4      | 6   | 1   | 1     | 4     | 4  | 6    | -2     |
| الصقر       | 2      | 6   | 0   | 2     | 4     | 5  | 11   | -6     |

## وصلات خارجية
- صفحة النادي في موقع كورة